# كارل موريتز شومان
كارل موريتز شومان (1851-1904) (بالإنجليزية: Karl Moritz Schumann)‏ هو عالم نبات ألماني. تم تكريمه بتسمية الأجناس التالية على اسمه زهرة شومان (الاسم العلمي:Schumannianthus) (سماها فرانسوا غانيبان) ونبتة شومان (الاسم العلمي:Schumanniophyton) (سماها هيرمان هارمز) والشومانية (الاسم العلمي:Schumannia) (سماها أوتو كونتزه) و تسمية عدد كبير من الأنواع منها:
- Abelia schumannii
- Cycas schumanniana
- Cyperus karlschumannii
- Mammillaria schumannii
- Notocactus schumannianus
- Pavetta schumanniana
- Psychotria schumanniana
- Rubia schumanniana
- Vangueria schumanniana